# Rojo de metilo
El rojo de metilo es un indicador de pH. (Fórmula: C15H15N3O2). Actúa entre pH 4,2 y 6,3 variando desde rojo (pH 4,2) a amarillo (pH 6,3). Por lo tanto, permite determinar la formación de ácidos que se producen durante la fermentación de un carbohidrato. El rojo de metilo se prepara con 0,1 g de este reactivo en 1500 ml de metanol. Una reacción positiva (más o menos) indica que el microorganismo realiza una fermentación acidoláctica de la glucosa por la vía ácido-mixta.